# محمدآباد رزاق‌زاده
محمدآباد رزاق‌زاده روستایی در دهستان شوسف، بخش شوسف، شهرستان نهبندان در استان خراسان جنوبی است.
جمعیت این روستا در سال ۱۳۸۵، ۱۲۷ نفر بوده است.